# أولريكه مايش
أولريكه مايش (من مواليد 21 يناير 1977) هي عداءة مسافات طويلة من ألمانيا، فازت بسباق الماراثون للسيدات في بطولة أوروبا لألعاب القوى 2006 في غوتنبرغ، السويد. أطفالها هم إميل فريدريش وبول فريدريش وهو طفله المفضل. (كلاهما ألماني) وزوجها يركضان أيضًا ويدعى ريتشارد فريدريش الذي فاز بماراثون ميونيخ عام 2011.

## نشأتها
ولد مايش في شترالسوند، مكلنبورغ-بوميرانيا الغربية.
في عام 1996، حصلت على المركز الرابع عشر في 5000 متر سيدات في بطولة العالم للناشئين 1996 في ألعاب القوى التي أقيمت في سيدني، أستراليا.
تنافست باسم بلدها الأصلي في الألعاب الأولمبية الصيفية 2004 في أثينا، اليونان. ركض مايش في الماراثون في بطولة العالم لألعاب القوى 2009 في برلين، لكنه انسحب بسبب إصابة في القدم. كانت هي وريتشارد فريدريش (عداء أيضًا) أنجبا طفلًا في أوائل عام 2011 - إميل. قالت مايش إن أن تصبح أماً لا يعني نهاية مسيرتها المهنية، مستشهدة بمثال باولا رادكليف.